# هورایکن میلز (تنسی)
هورایکن میلز (به انگلیسی: Hurricane Mills) یک منطقهٔ مسکونی در ایالات متحده آمریکا است که در شهرستان هامفریز، تنسی واقع شده‌است. هورایکن میلز ۱۲۳٫۱۴ متر بالاتر از سطح دریا واقع شده‌است.